# Zits
Zits es una tira cómica escrita por Jerry Scott e ilustrada por Jim Borgman, que relata la vida de Jeremy Duncan, un adolescente de quince años en su primer curso en la High School. La tira hizo su debut en julio de 1997 en, aproximadamente, 200 periódicos, y desde entonces ha pasado a ser muy popular a nivel mundial, recibiendo varios premios. A fecha de 2014, sigue estando sindicada por la King Features Syndicate, y editada por la editorial Andrews McMeel Publishing.
La tira se desarrolla en el típico suburbio estadounidense y los diferentes lugares (casa, colegio, tiendas) donde Jeremy trata de equilibrar su vida pasando el tiempo con sus amigos (sobre todo con su mejor amigo, Hector García), intentado analizar su torpe relación con su novia periódica (se unen y se separan con inusitada rapidez), luchando con los deberes, ensayando para ser un futuro dios del Rock, y tolerando a sus ridículos padres (según su punto de vista). La tira destaca por tener una variedad de personajes principales bien definidos y estructurados, que complementan la dura vida del adolescente Jeremy.

## Origen y desarrollo
Hacia 1996, Jerry Scott ya era conocido por la tira cómica Baby Blues, pero era consciente de que su profesión como dibujante independiente dependía en exceso del siguiente chiste que pudiera publicar. Un amigo le sugirió que creara una nueva tira, pero esta vez protagonizada por un adolescente, a lo que Scott accedió. Pero una vez iniciado el trabajo tuvo que reconocer que los personajes eran demasiado parecidos a sus anteriores creaciones. 
Jim Borgman, hasta entonces dibujante de tiras de carácter político en el The Cincinnati Enquirer (por las que ganó un Pulitzer) y amigo de Scott decidió ayudarle con la tira cuando este último le explicó su problema. Según Borgman, concibieron la idea principal de la tira mientras volvían de una convención de cómics. A lo largo de los meses, a través del teléfono y el uso del fax (Scott vive en California, Borgman en Ohio), fueron desarrollando los personajes que finalmente se convertirían en los Duncan.
King Features Syndicate, que ya distribuía Baby Blues y las tiras de Borgman, inició la serie de Zits (literalmente Acné en inglés) en 1997.
En la actualidad, la serie aparte de en su publicación diaria en periódicos, se recopila en dos tipos de tomos. Por un lado, Zits Sketchbook, que viene recopilando en orden las tiras y que cada tomo, que se va numerando, viene incluyendo aproximadamente un año de las tiras diarias. Es la versión que se usa para la edición española de Norma Editorial, y en la actualidad, lleva tanto en los EE. UU. como en España 15 tomos recopilatorios publicados, cuyos nombre en español y en orden son Zits, El estirón, ¡Mírame cuando te hablo, jovencito!, ¿Existe un "nosotros"?, Descomprimido, ¡Pillados!, Carretera y manta, Historias de adolescentes, Molido, Tunéame el almuerzo, ¿Hemos salido ya a la calle?, Bruto, duro y tatuado, Ya estás poniendo esa cara otra vez, ¡Arranca! y Padres zombis y otras propuestas para un mundo mejor, habiéndose publicado este último en los EE. UU. en marzo de 2012 y en España a finales de 2013.
Por otro lado, está los tomos Zits Treasury, que suelen recopilar tiras selectas, o el material de parejas de los tomos anteriores, aunque algunos de ellos (My Bad and Triple Shot, Double Pump, No Whip ZITS) están compuestos por material nuevo exclusivo de ellos. De estos últimos en España solo están publicados Jeremy and Mom (Jeremy y Mamá) y Jeremy and Dad (Jeremy y Papá), ambos selecciones de tiras ya publicadas en los otros recopilatorios.

### La influencia de Calvin y Hobbes
Cualquier aficionado a la lectura de Calvin y Hobbes nota las evidentes semejanzas de estilo entre Zits y la tira de Bill Watterson, ya que tanto Watterson como Borgman estudiaron en el Kenyon College (una Universidad de Arte en Ohio). Watterson, cuatro años más joven, sustituyó a Borgman como dibujante del periódico de la universidad una vez este último se graduó. 
Esta influencia de Calvin y Hobbes se puede ver, por ejemplo, en el uso de una página entera en las tiras dominicales, en vez del formato establecido de la tira diaria: Watterson está acreditado como el primer dibujante moderno en recuperar este formato, con el que sus tiras se acercaron más a las de los años 20 y 30. Zits sigue estrictamente este estilo, adoptando un dibujo dinámico y lleno de detalles.
Pero aparte de la clara influencia que debe a Watterson, Zits también es notable por incluir una variedad de personajes multicultural (afroamericanos, asiáticos, latinos) e incluso una relación de pareja interracial, nada común en las tiras cómicas.

## Personajes principales

### Jeremy Duncan
Jeremy recibe su nombre de uno de los miembros del dúo musical Chad and Jeremy (Chad es el nombre del hermano de Jeremy en la tira). Jeremy Michael Duncan es un inteligente adolescente de quince años, que cursa su primer año de educación secundaria y que aspira a ser un dios del rock. Pasa la mayor parte del tiempo con su mejor amigo, Hector García, e intentando sobrellevar su complicada relación con su, por momentos, novia Sara Toomey. Cuando no está en el instituto o con sus amigos, Jeremy soporta la vergüenza y las quejas de sus padres, Walt y Connie Duncan. Jeremy no puede soportar que le vean en público con ellos:
- Jeremy: Mamá, ¿vamos de compras?
- Connie: (Llorando) No sabes cuanto tiempo he esperado que me dijeras esas palabras.
- Jeremy: Aclaración: vamos de compras significa que yo compro y tú me esperas en el coche.

Acostumbra a vestir una arrugada camisa de color morado, vaqueros azules y zapatillas deportivas de tamaño desproporcionado -cosa que acaba convirtiéndose en un chiste recurrente en toda la historia de la tira-. Pasa parte de su tiempo intentando arreglar una vieja furgoneta VW Type 2 de 1962 junto a Héctor, con la que piensan recorrer en verano Estados Unidos cuando cumplan los dieciséis y tengan los carnets de conducir. Jeremy es también el líder y cantante de su propia banda de música -que cambia constantemente de nombre-, usando casi siempre su garaje para los ensayos, para desesperación de sus padres. En un concurso de bandas fue donde Jeremy y Sara se dieron su primer beso, y empezaron su relación, que desde entonces se ha visto salpicada de discusiones, rupturas y reconciliaciones. 
Al inicio de la tira, Jeremy tiene 15 años, pero por fin, desde 2009, Jerey "crece" un año y pasa a afirmarse que ya tiene 16 años. Desde el 23 de agosto de 2009, por fin tiene carnet de conducir. 

### Connie Duncan
Connie es la madre de Jeremy. Tiene 43 años y trabaja como psicóloga, aunque desde el nacimiento de Jeremy solo trabaja a tiempo parcial, y su profesión raramente se menciona excepto en las primeras tiras. Es también aspirante a escritora, y trabaja en su libro, que se titularía Comprenda a su adolescente. Desgraciadamente las constantes interrupciones de Jeremy, especialmente para que le haga de chofer, provocan que aún no haya acabado ni el primer capítulo.
A pesar de que su rol inicial, y habitual, es de ama de casa, Connie actúa como la garante de la disciplina en la casa. A menudo se la ve despertando a Jeremy para que vaya al colegio, reprendiéndole por no obedecerle y llevándole en coche a cualquier sitio. A pesar de que Jeremy apenas comparte algo con sus padres, Connie siempre está dispuesta a escuchar sus inquietudes o problemas. Connie describe una conversación con su hijo como "intentar sacar una sonrisa a una almeja llena de Botox".

### Walter Duncan
El padre de Jeremy. Más irónico que Connie, tiene aproximadamente 42 años y es dentista. Viste camiseta blanca, chaleco negro y pantalones anchos. Lleva gafas y se peina con el pelo del lateral cubriendo su parcialmente calva cabeza. Es un anticuado, despistado y torpe con las nuevas tecnologías, a pesar de los intentos de Jeremy para modernizarle. Al igual que Connie, encuentra la comunicación y el entendimiento con su hijo casi imposible, aunque suele tener más puntos en común con él que su madre. Jeremy en muchas ocasiones siente que él le deja en evidencia. Es el encargado de hacer la colada en casa, lo que provoca discusiones por la poca colaboración de su hijo.

### Héctor García
El mejor amigo de Jeremy. Es un chico alto y robusto, suele vestir con camisetas de tallas grandes y bermudas, tiene el pelo negro y lleva gafas. Es hispano y vive con sus padres, abuelos y un montón de hermanos pequeños, lo que lo hace más cercano al contacto familiar que Jeremy. Suele pasar mucho tiempo con Jeremy, es guitarrista y vocal de su banda y le está ayudando a reparar la furgoneta destartalada con la que sueñan viajarán un día por todo EE. UU., aunque la mayor parte del tiempo la invierten tumbados en el techo del vehículo hablando mientras miran las estrellas. Durante un tiempo estuvo saliendo con Autumn, su segunda novia -la primera "era un parásito", según la definición de Jeremy y al cabo de un tiempo, del propio Héctor-, una hippie vegetariana radical a la que no le cae bien Jeremy por sus cárnicos hábitos alimenticios. Desde inicios de 2011 el personaje ha tenido un cambio de look, perdiendo sus gafas y pantalones y camiseta cortas, cambiando de peinado y adquiriendo una pequeña perilla en la barbilla.

### Sara Toomey
Es la chica de la que Jeremy está enamorado, y acaban siendo novios tras el primer concierto de su banda, aunque rompen y se reconcilian en varias ocasiones. Inteligente y algo obsesionada con su aspecto -tarda una hora en arreglarse todos los días y su guardarropa es enorme-, mantiene el noviazgo con Jeremy algo distante, no siendo ninguno de los dos especialmente cariñoso, a veces, para desgracia del propio Jeremy. Aunque el protagonista no tiene ojos para nadie más, ella muestra en más de una ocasión su intención de salir con otros chicos, a veces sugerido por su propia madre, a la que no le gusta demasiado Jeremy. Es delgada, tiene pecas y suele llevar el pelo recogido en una coleta -en una tira cómica muestra su generosidad cortándose el pelo para donarlo a una ONG que ayuda a niños que están pasando por quimioterapia-, aunque en los últimos años de la tira lleva el pelo suelto. Incluso en las etapas en las que ella y Jeremy han roto, suele llevar una buena relación con este.

### Pierce
Es el otro mejor amigo de Jeremy, y su apellido no ha sido revelado en la serie. Aparece por primera vez en el quinto volumen recopilatorio de la serie (Zits Unzipped, "Descomprimido" en español) de forma puntual, pero acabó convirtiéndose en uno de los personajes fijos, hasta el punto que en la actualidad suele tener más apariciones que Héctor. Algo mayor que el resto del grupo, ya tiene carnet de conducir -incluso moto-. Tiene toda la cara cubierta por pírsines, en orejas, cejas, nariz, legua... y es mucho más rebelde, lanzado e irreflexivo que Héctor y que Jeremy, aunque con muy buen corazón y muy idealista -es activista de múltiples movimientos y ecologista-. Es pareja con otra de los secundarios de la tira, D'ijon, la afrodescendiente del grupo. Además, también es el batería del grupo de Jeremy, después de que el original se cansase del grupo. También tiene una rata como mascota, y tiene el peculiar "don" de saber que a comido alguien solo oliendo su aliento, por muy rebuscado que sea. Con el paso del tiempo ha ido tomando más protagonismo que Héctor como amigo de Jeremy.

### Otros personajes recurrentes
Phoebe, una chica adicta al café y obsesionada con sacar las mejores notas posibles, se caracteriza por sus pupilas totalmente dilatadas; D'ijon, afrodescendiente con rastas, amiga de Sara y novia de Pierce; Autumn, segunda exnovia de Héctor, es una vegetariana estricta y continuamente está echándole en cara a Jeremy que coma carne; Brittany, judía y la "consejera" del instituto, siempre lo sabe todo antes que nadie, y tiene la capacidad de criticar todos los defectos de los demás; Tim Olsen, tímido y taciturno compañero de clase de Jeremy y su bajista en la banda, su madre tuvo cáncer de mama y en solidaridad Jeremy y Héctor se raparon la cabeza -sólo para descubrir después que su madre no había perdido el pelo-; la "Camarilla", formada por Zuma, Redondo y LaJolla, son un trío de insípidas chicas pijas, "mejores amigas para siempre", son capaces de compartir las emociones entre ellas, también son las desencadenantes del cambio de look de Héctor de 2011; Richyamy, son una pareja de novios estable -sólo se han separado brevemente durante unas tiras en 2006- que aparecen siempre abrazados, por eso en el instituto los han apodado como si fuesen una única entidad invidisible; Chad Duncan, hermano mayor de Jeremy por cuatro años y universitario, aparece en muy raras ocasiones, casi siempre coincidiendo con las épocas de vacaciones, inicialmente fue diseñado como musculoso y sin que se le viese la cara, pero posteriormente fue redibujado muy parecido a Jeremy, pero mayor y con perilla, acompleja un poco a Jeremy ya que lo hace bien todo y es muy bueno en estudios y deportes; Albert Tang, asiático, ha sido a veces rival de Jeremy en ligar con Sara, aparece muy de tarde en tarde, y en ocasiones se le menciona sin llegar a mostrarse en la tira; Billy, compañero de Jeremy y amigo lejano, es abiertamente gay.